# Шелан-Фоллс (Вашингтон)
Шелан-Фоллс (англ. Chelan Falls) — переписна місцевість (CDP) в США, в окрузі Шелан штату Вашингтон. Населення — 340 осіб (2020).

## Географія
Шелан-Фоллс розташований за координатами 47°47′58″ пн. ш. 119°59′18″ зх. д. / 47.79944° пн. ш. 119.98833° зх. д. (47.799429, -119.988255).  За даними Бюро перепису населення США в 2010 році переписна місцевість мала площу 0,72 км², уся площа — суходіл.

## Демографія
Згідно з переписом 2010 року, у переписній місцевості мешкало 329 осіб у 100 домогосподарствах у складі 80 родин. Густота населення становила 455 осіб/км².  Було 125 помешкань (173/км²).
Расовий склад населення:
| - 55,9 % — білих - 0,6 % — корінних американців - 0,3 % — азіатів - 40,4 % — осіб інших рас |

До двох чи більше рас належало 2,7 %. Частка іспаномовних становила 51,4 % від усіх жителів.
За віковим діапазоном населення розподілялося таким чином: 32,8 % — особи молодші 18 років, 57,2 % — особи у віці 18—64 років, 10,0 % — особи у віці 65 років та старші. Медіана віку мешканця становила 29,9 року. На 100 осіб жіночої статі у переписній місцевості припадало 106,9 чоловіків;  на 100 жінок у віці від 18 років та старших — 102,8 чоловіків також старших 18 років.
Цивільне працевлаштоване населення становило 125 осіб. Основні галузі зайнятості: роздрібна торгівля — 30,4 %, будівництво — 27,2 %, мистецтво, розваги та відпочинок — 15,2 %, освіта, охорона здоров'я та соціальна допомога — 14,4 %.